# Europawahl in Portugal 1987
- CDU: 3
- PS: 6
- PRD: 1
- PSD: 10
- PP: 4

Die Europawahl in Portugal 1987 fand am 19. Juli 1987 statt. Es war die erste Europawahl in Portugal und fand als Nachwahl der Europawahl 1984 statt, da Portugal erst 1986 der Europäischen Gemeinschaft beigetreten war. Die Wahl erfolgte nach dem Verhältniswahlrecht ohne Sperrklausel, wobei ganz Portugal als einheitlicher Wahlkreis galt. Bei der Wahl wurden in Portugal 24 der 518 Sitze im Europäischen Parlament vergeben wurden.
Die Wahl fand gleichzeitig mit der nationalen Parlamentswahl statt, dennoch unterschieden sich die Ergebnisse teilweise deutlich. Während national die Sozialdemokraten eine absolute Mehrheit erringen konnte, war dies bei der Europawahl nicht der Fall. Neben den Sozialdemokraten zogen auch Abgeordneten der Sozialisten (Partido Socialista), Rechtskonservative (Centro Democrático e Social) und der Kommunisten (Coligação Democrática Unitária) ein. Die Partei des ehemaligen Staatspräsidenten António Ramalho Eanes, die Partido Renovador Democrático, errang ebenfalls einen Sitz. Die Wahl ist bis heute die Europawahl in Portugal mit der höchsten Wahlbeteiligung (72,42 Prozent).

## Wahlergebnisse
| Listen                | Listen                                        | Stimmen   | %    | Mandate |
| --------------------- | --------------------------------------------- | --------- | ---- | ------- |
|                       | Partido Social Democrata                      | 2.111.828 | 38,4 | 10      |
|                       | Partido Socialista                            | 1.267.672 | 23,1 | 6       |
|                       | Centro Democrático e Social – Partido Popular | 868.718   | 15,8 | 4       |
|                       | Coligação Democrática Unitária                | 648.700   | 11,8 | 3       |
|                       | Partido Renovador Democrático                 | 250.158   | 4,6  | 1       |
|                       | Partido Popular Monárquico                    | 155.990   | 2,8  | –       |
|                       | União Democrática Popular                     | 52.835    | 1,0  | –       |
|                       | Partido da Democracia Cristã                  | 40.812    | 0,7  | –       |
|                       | Partido Socialista Revolucionário             | 29.009    | 0,5  | –       |
|                       | MDP/CDE                                       | 27.678    | 0,5  | –       |
|                       | PC (R)                                        | 24.060    | 0,4  | –       |
|                       | PCTP/MRPP                                     | 19.475    | 0,4  | –       |
| Gesamt                | Gesamt                                        | 5.496.935 | 100  | 23      |
|                       |                                               |           |      |         |
| Leere Stimmzettel     | Leere Stimmzettel                             | 68.475    | 1,2  |         |
| Ungültige Stimmzettel | Ungültige Stimmzettel                         | 74.240    | 1,3  |         |
| Wähler                | Wähler                                        | 5.639.650 | 72,4 |         |
| Wahlberechtigte       | Wahlberechtigte                               | 7.787.603 |      |         |
|                       |                                               |           |      |         |
| Quelle: CNE           |                                               |           |      |         |

## Fraktionen im Europäischen Parlament
| Listen/Parteien                | Listen/Parteien                               | Listen/Parteien                               | Mandate | Fraktion |
| ------------------------------ | --------------------------------------------- | --------------------------------------------- | ------- | -------- |
|                                | Partido Social Democrata                      | Partido Social Democrata                      | 10 / 23 | LDR      |
|                                | Partido Socialista                            | Partido Socialista                            | 6 / 23  | SOZ      |
|                                | Centro Democrático e Social – Partido Popular | Centro Democrático e Social – Partido Popular | 4 / 23  | EVP      |
|                                | Coligação Democrática Unitária                | Partido Comunista Português                   | 3 / 23  | KOM      |
|                                | Partido Renovador Democrático                 | Partido Renovador Democrático                 | 1 / 23  | RDE      |
|                                |                                               |                                               |         |          |
| Quelle: Europäisches Parlament |                                               |                                               |         |          |

## Gewählte Abgeordnete

### Partido Social Democrata
- Pedro Miguel Santana Lopes
- Rui Alberto Barradas do Amaral
- Manuel Pereira
- Carlos Alberto Martins Pimenta
- Vasco Manuel Verdasca da Silva Garcia
- António Jorge de Figueiredo Lopes
- António Joaquim Bastos Marques Mendes
- Fernando dos Reis Condesso
- Pedro Augusto Cunha Pinto

### Partido Socialista
- Maria de Lourdes Ruivo da Silva Matos Pintasilgo
- Luís Filipe Nascimento Madeira
- António Antero Coimbra Martins
- Fernando Manuel dos Santos Gomes
- Joaquim Jorge de Pinho Campinos
- Fernando Luís de Almeida Torres Marinho

### Centro Democrático e Social – Partido Popular
- Francisco António Lucas Pires
- José Miguel Nunes Anacoreta Correia
- José Vicente de Jesús Carvalho Cardoso
- Francisco Gentil da Silva Martins

### Coligação Unitária Democrática
Vom Wahlbündnis Coligação Unitária Democrática sind alle drei Abgeordnete Mitglieder der PCP.
- Ângelo Matos Mendes Veloso
- Joaquim António Miranda da Silva
- José Aurélio da Silva Barros Moura

### Partido Renovador Democrático
- José Manuel de Medeiros Ferreira